# Тюссо, Тьерри
Тьерри́ Тюссо́ (фр. Thierry Tusseau; 19 января 1958, Нуази-ле-Гран) — французский футболист, выступавший за сборную Франции на позициях защитника и полузащитника.
Чемпион Европы 1984 года, бронзовый призёр чемпионата мира 1986 года.

## Карьера

### Клубная
С 1973 года выступал за «Нант». Играя на позиции левого защитника, Тюссо соперничал за место в составе с Максимом Боссисом, и только к чемпионскому сезону 1976/77, когда Боссис был переведён на правый фланг обороны, Тюссо стал игроком основы. С «Нантом» Тюссо ещё дважды стал чемпионом страны, а в 1979 году выиграл Кубок Франции.
В 1983 году Тюссо стал игроком «Бордо», с которым выиграл два чемпионских титула подряд. Много играл и в еврокубках, в том числе в КЕЧ 1984/85, в котором «Бордо» дошёл до полуфинала. Позже выступал за парижский «Расинг» и «Реймс». За 14 сезонов высшем французском дивизионе Тьерри Тюссо провёл 377 матчей, в которых забил 16 мячей.

### В сборной
За сборную Франции с 1977 по 1986 год провёл 22 матча, в которых не забил ни одного гола. Становился чемпионом Европы-1984 (2 игры на турнире) и бронзовым призёром чемпионата мира-1986 (4 игры).